# Katia Loritz
Margrith Anna Loritz, conocida artísticamente como Katia Loritz (San Galo, 4 de noviembre de 1932-Madrid, 16 de agosto de 2015), fue una actriz suiza-alemana afincada en España.

## Biografía
Tras cursar estudios primarios en su ciudad natal, se instala en Múnich, donde estudia Arte Dramático, residiendo después en Roma, donde realizó cursos de Bellas Artes. En 1955 debutaba en el cine italiano en un discreto filme titulado I bambini ci amano.
Se instala en España a mediados de los años 1950 y pronto debuta en el cine español con la película Las manos sucias (1955), de José Antonio de la Loma.
Con su siguiente filme, Las chicas de la Cruz Roja (1958), de Rafael J. Salvia, un aplastante éxito de taquilla alcanzaría una enorme popularidad, que le permite participar en algunos de los títulos más populares del momento, en ocasiones y debido a un físico espectacular y sofisticado, en papeles de femme fatale. 
Rueda, entre otras, El día de los enamorados (1959), de Fernando Palacios; El Litri y su sombra (1960), de Rafael Gil; Amor bajo cero (1960), de Ricardo Blasco; Don José, Pepe y Pepito (1961), de Clemente Pamplona; Atraco a las tres (1962), de José María Forqué o Tú y yo somos tres, de Rafael Gil (1964).
En 1965 interrumpe su carrera cinematográfica para dedicarse a los espectáculos musicales y la revista, retirándose finalmente del mundo del espectáculo. Solamente regresaría a la gran pantalla para interpretar un pequeño papel en la película de Pedro Almodóvar ¿Qué he hecho yo para merecer esto? (1984).
Katia Loritz se casó en 1966 con el industrial y empresario malagueño Jorge Pedro Pérez del Pulgar, con quien tuvo una hija, Patricia, aunque el matrimonio acabó naufragando.
En sus últimos años se dedicó a la pintura de género abstracto, habiendo cosechado importantes éxitos de crítica también en este campo.
Falleció en Madrid, en 2015, víctima de cáncer de pulmón.

## Filmografía
- 1957
  - Las manos sucias de José Antonio de la Loma.
- 1958
  - Las chicas de la Cruz Roja de Rafael J. Salvia.
- 1960
  - El príncipe encadenado de Luis Lucia.
  - El Litri y su sombra de Rafael Gil.
  - Mi calle de Edgar Neville.
- 1962 
  - Atraco a las tres de José María Forqué.
  - Tú y yo somos tres de Rafael Gil.
  - A hierro muere de Manuel Mur Oti.
- 1984 - ¿Qué he hecho yo para merecer esto? de Pedro Almodóvar.